# يعقوب نقولا فراج
يعقوب نقولا فراج أحد العاملين في الميدان السياسي الفلسطيني، ولد في القدس وتلقى دراسته فيها. وكان أحد أعضاء الجمعية الاسلامية المسيحية التي تأسست سنة 1918 وترأسها عارف الدجاني. وقد مثل القدس في المؤتمر العربي الفلسطيني الأول الذي عقد في القدس برئاسة عارف الدجاني وقرر ميثاقاً قومياً لفلسطين يتضمن رفض وعد بلفور والهجرة الصهيونية والانتداب البريطاني، والمطالبة بوحدة فلسطين مع سورية والاستقلال التام ضمن الوحدة العربية وتسمية فلسطين باسم سورية الجنوبية توكيدا على كونها جزءاً طبيعياً من سورية.
انتخب يعقوب فراج عضواً في اللجنة التنفيذية للمؤتمر الأرثوذكسي ممثلاً لمدينة القدس، فرئيساَ للمؤتمر. وحين أسست المعارضة حزب الدفاع الوطني برئاسة راغب النشاشيبي انضم يعقوب فراج إليه وكان عضواً نشطاً فيه. ثم اختير سنة 1936 عضواً في اللجنة العربية العليا عن حزب الدفاع، وانسحب منها في 3/1/1937 مع رئيس الحزب راغب النشاشيبي.
وقع بوصفه رئيساً للجنة التنفيذية العربية الأرثوذكسة النداء الذي وجهه زعماء المسيحيين العرب إلى العالم المسيحي لإنقاذ الأماكن المقدسة من الخطر الصهيوني ويلفتون أنظار مسيحي العالم إلى الأخطار التي تجرها السياسة البريطانية و”تعرض الأماكن المقدسة للاحتقار والامتهان”. وتحدث أمام اللجنة الملكية البريطانية يوم 19/1/1937 مقدما المطران غريغوريوس حجار. ومما قاله: “إن الغرض الوحيد من تقدمي أمام لجنتكم هو أن أبين بصفتي ممثلاً للمسيحيين في اللجنة العربية العليا أن جميع المسيحيين العرب من سكان فلسطين على أتم اتفاق مع إخوانهم العرب المسلمين الذين يؤلفون معهم كياناً قومياً واحداً في جميع أمانيهم ومطاليبهم الوطنية والاقتصادية والمدنية”. وقد انضم إلى الوفد الفلسطيني إلى مؤتمر لندن سنة 1939.
توفي يعقوب فراج في القدس ودفن فيها.